# Jailly-les-Moulins
Jailly-les-Moulins är en kommun i departementet Côte-d'Or i regionen Bourgogne-Franche-Comté i östra Frankrike. Kommunen ligger i kantonen Venarey-les-Laumes som tillhör arrondissementet Montbard. År 2022 hade Jailly-les-Moulins 76 invånare.

## Befolkningsutveckling
Antalet invånare i kommunen Jailly-les-Moulins
Referens:INSEE